# Gerard Soeteman

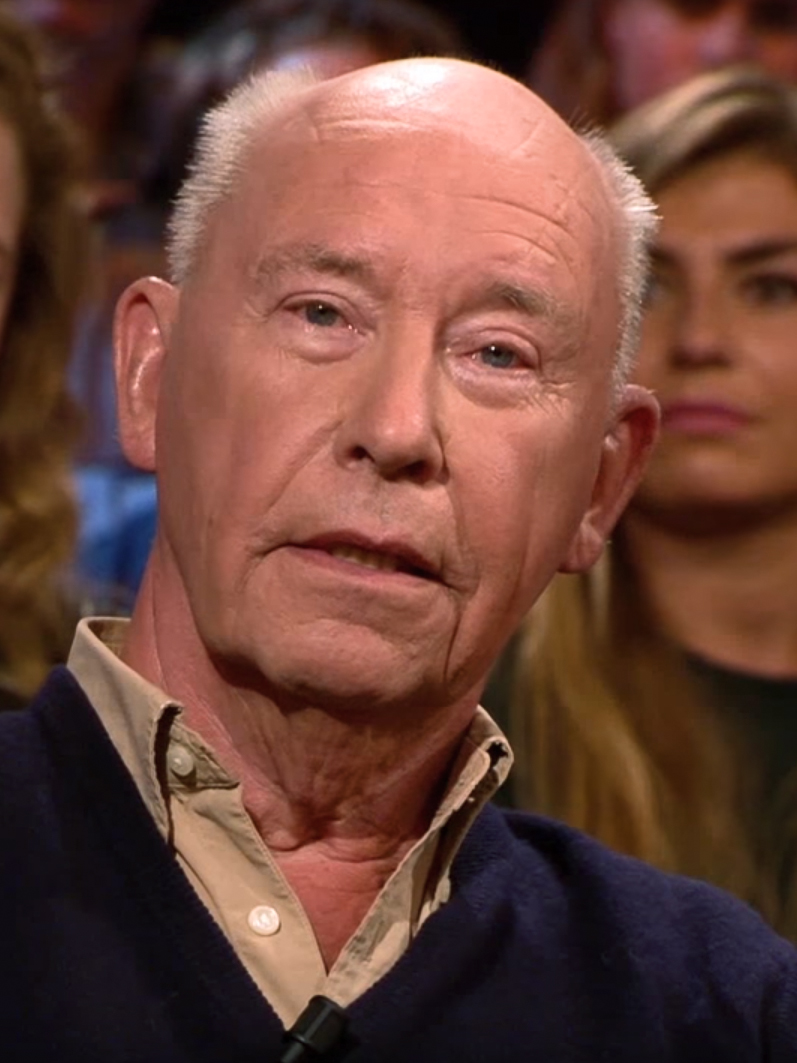
Gerard Soeteman (2017)

Gerard Soeteman (* 1. Juli 1936 in Rotterdam; † 16. Mai 2025) war ein niederländischer Drehbuchautor. Nach seinem Debüt mit einer Fernsehserie im Jahr 1967 wurde er vor allem durch seine Zusammenarbeit mit Paul Verhoeven bekannt, aus der unter anderem die Filme Türkische Früchte (1973), Der Soldat von Oranien (1977), Flesh and Blood (1985) und Black Book (2006) hervorgingen. Für Fons Rademakers schrieb er unter anderem das Drehbuch zur Verfilmung des Romans Max Havelaar und den Spielfilm Der Anschlag (nach dem Roman Das Attentat von Harry Mulisch), der 1986 als bester fremdsprachiger Film mit einem Oscar ausgezeichnet wurde.
1989 wurde Soeteman für sein Werk mit dem Fachpreis des Filmpreises Goldenes Kalb ausgezeichnet.